# 일자리방송
일자리방송은 중소기업을 전문으로 하는 방송국이다.

## 연혁
- 2007년 6월 - 법인 설립.
- 2007년 9월 - 방송사업자 등록함.
- 2007년 11월 - 공익채널 선정, 개국 완료.
- 2007년 12월 - 일부 종합유선방송사 송출 시작.
- 2008년 1월 - 본방송 시작.
- 2008년 2월 - 본격 방송 시작함.
- 2013년 - 공익채널에서 제외됨.

## 특이사항
- IPTV는 KT olleh tv에서 방송한다.(다만 스카이라이프에서는 방송이 되고 있다.)